# مقاطعة فلورنسا (كارولاينا الجنوبية)
مقاطعة فلورنسا هي مقاطعة في كارولاينا الجنوبية، بلغ عدد سكانها 136٬885  نسمة، في 2010، عاصمتها فلورنس، تبلغ مساحتها 2٬082 كيلومتر مربع.

## الموقع
تشترك في الحدود مع:
- مقاطعة دارلينجتون (كارولينا الجنوبية).

## التقسيمات الإدارية
- فلورنس.

## أعلام
- كينت لي
- لوروا ستانتون
- كيل ياربوروف